# Stamnodes davidaria
Stamnodes davidaria là một loài bướm đêm trong họ Geometridae.